# Kazuhiro Honda
Kazuhiro Honda (jap. 本田 和裕, Honda Kazuhiro; * 23. Oktober 1972) ist ein japanischer Badmintonspieler und -trainer. 

## Karriere
Kazuhiro Honda besuchte die Waseda-Universität.
Kazuhiro Honda nahm 1993 an der Badminton-Weltmeisterschaft teil und wurde dort 65. im Mixed.
1996 und 1997 wurde er Vizemeister im Herrendoppel bei der japanischen Badminton-Meisterschaft der Erwachsenen und 1999 wieder Vizemeister, aber bei der allgemeinen Badminton-Meisterschaft.
Er ist unter Cheftrainer Akihiro Imai ein Trainer der Werksmannschaft von Renesas Semiconductor Kyūshū/Yamaguchi, einer Tochter von Renesas Electronics, zu der Spielerinnen wie Mizuki Fujii, Kana Itō, Reika Kakiiwa, Miyuki Maeda und Satoko Suetsuna gehören.

## Sportliche Erfolge
| Saison | Veranstaltung                | Disziplin | Platz | Name                          |
| ------ | ---------------------------- | --------- | ----- | ----------------------------- |
| 1993   | Weltmeisterschaft            | Mixed     | 65    | Kazuhiro Honda / Takako Ida   |
| 1999   | Japan: Einzelmeisterschaften | Doppel    | 2     | Akihiro Imai / Kazuhiro Honda |